# Bernardino Rivadavia
Bernardino de la Trinidad González Rivadavia y Rivadavia (20. května 1780, Buenos Aires – 2. září 1845, Cádiz, Španělsko) byl argentinský státník a první prezident Argentiny.

## Život
Rivadavia se narodil v Buenos Aires v roce 1780. Aktivně se účastnil odporu vůči britské invazi v roce 1806 a v Květnové revoluci směřující k nezávislosti Argentiny v roce 1810. V roce 1811 se stal významným účastníkem vládnoucího triumvirátu jako ministr státní pokladny a ministr války. Až do svého konce v říjnu 1812 se tato vláda zaměřila na tvorbu silné ústřední správy, zmírnění vztahů se Španělskem a organizaci armády.
Rivadavia byl později vyslán do Evropy, aby se pokusil zlepšit vztahy Argentiny s Anglií a Španělskem. Vrátil se o šest let později, v květnu 1821. V červnu téhož roku byl jmenován ministrem vlády guvernéra Martina Rodrígueze. Následujících pět let využíval svůj silný vliv pro rozvoj města Buenos Aires, často na úkor ostatní Argentiny. Za jeho působení se postavili prostorné bulváry, školy, dlážděné a osvětlené ulice. Založil univerzitu v Buenos Aires.
8. února 1826 byl zvolen prvním prezidentem Argentiny. Během svého vládnutí založil několik muzeí, a rozšířil národní knihovnu. Jeho vláda však měla řadu problémů. V první řadě to byla válka s Brazílií o území současného Uruguaye, pak silná opozice regionálních správ. Konfrontován s hrozbou otevřeného povstání byl nucen podat 29. června 1827 demisi a později, v roce 1829, byl dokonce nucen odejít do exilu. V roce 1834 se vrátil, aby čelil svým politickým oponentům, ale byl znovu vyhnán do exilu. Odešel nejprve do Brazílie a pak do Španělska, kde i zemřel. Jedním z jeho posledních přání bylo, že jeho ostatky nesmí být nikdy přeneseny zpět do Buenos Aires.